# 沼上信号場
沼上信号場（ぬまかみしんごうじょう）は、福島県耶麻郡猪苗代町大字山潟にある、東日本旅客鉄道（JR東日本）磐越西線の信号場である。

## 歴史
- 1962年（昭和37年）6月4日：国鉄磐越西線中山宿駅 - 上戸駅間に信号場として新設[1]。
- 1987年（昭和62年）4月1日：国鉄分割民営化に伴い、JR東日本の信号場となる[2]。

## 構造
中山宿駅より上戸駅方向に約4.2kmにある列車交換可能な2線の信号場。
本線・副本線（下り2番線）共双方向に出発信号機を備えた1線スルー構造となっている。

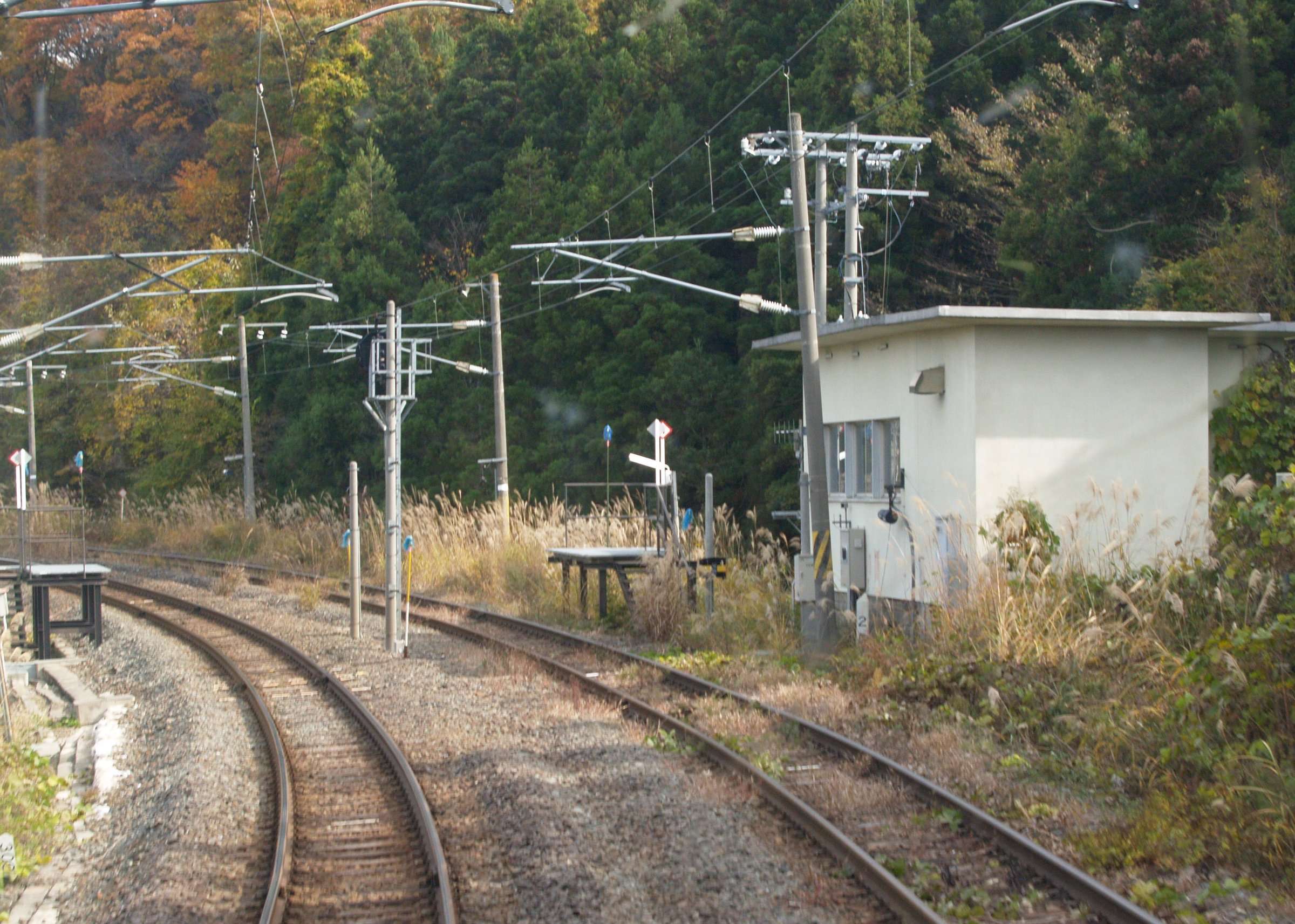
構内の様子（2011年11月）
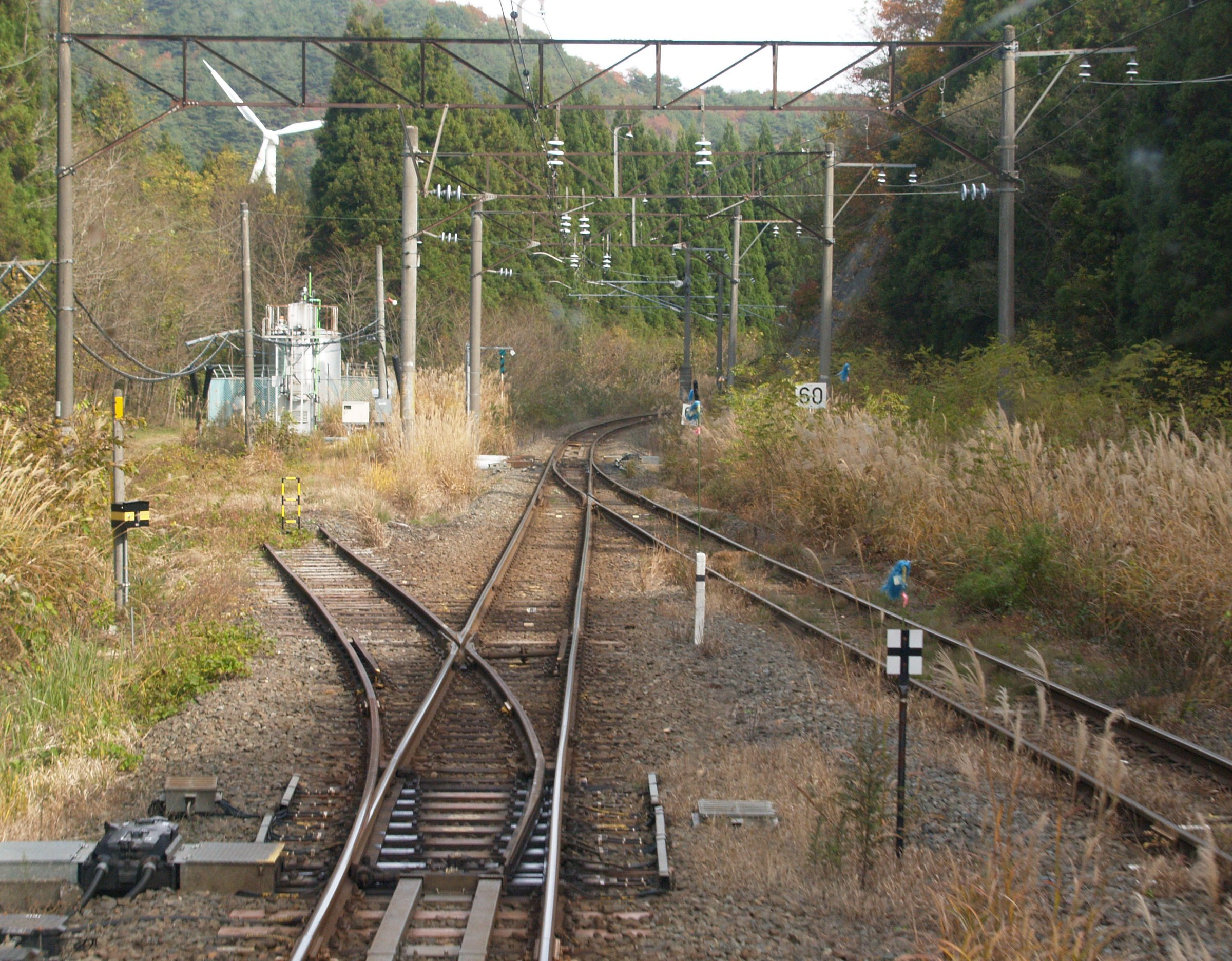
中山宿寄りのポイント（2011年11月）
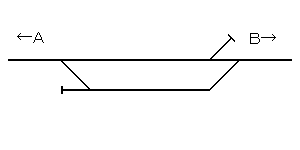
構内配線図　A:上戸　B:中山宿

## 周辺
南側は崖が高くそびえており、北側は耕作地及び山林が広がるが人家は見当たらない。
なお、本線側安全側線の延長上に旧線路跡が確認出来、その先は道に沿って旧沼上トンネルへ続いている。

## 隣の施設
東日本旅客鉄道（JR東日本）
■磐越西線
中山宿駅 - 沼上信号場 - 上戸駅